# Vaals
Vaals (in limburghese Vols) è un comune olandese di 9 874 abitanti situato nella provincia di Limburgo.
Il comune fa parte della conurbazione di Aquisgrana e dista 5 km dalla città tedesca, inoltre non è lontano dal confine con il Belgio. 
Vaals è il comune olandese con la più alta presenza tedesca (26%), e nel 2006 è stato eletto nel comune il primo sindaco dei Paesi Bassi non olandofono, Georg Götz.

## Geografia antropica

### Località
- Vaals
  - Raren
  - Wolfhaag.
- Vijlen
  - Camerig,
  - Cottessen,
  - Harles,
  - Melleschet
  - Rott.
- Lemiers
  - Holset
  - Mamelis